# Піримов Гурбан Бахшалі-огли
Гурбан Бахшалі-огли Піримов (азерб. Qurban Baxşəli oğlu Pirimov; 1880, Абдалгюлабли, Шушинський повіт, Єлизаветпольська губернія, Російська імперія — 29 серпня 1965, Баку, Азербайджанська РСР, СРСР) — азербайджанський тарист, музикант, заслужений артист Азербайджанської РСР (1929 рік), народний артист Азербайджанської РСР (1931 рік).

## Життєпис
Гурбан Піримов народився в жовтні 1880 року в Карабасі, в гірському селищі Абдалгюлабли, Шушинського повіту, в сім'ї онука карабаського ашуга 18 ст. Валеха. Першу освіту отримав у російсько-азербайджанській школі в Шуші.
Музичний талант проявився у нього в ранньому віці: в 13 років він стає учнем відомого тариста Садихджана, творця сучасного тара.
1905 року в Гянджі, відомий ханенде Джаббар Кар'ягдиогли, почувши виконання Гурбана, запропонував йому виступати разом. Так Гурбан Піримов увійшов до тріо, і став виступати разом з Джаббаром Кар'ягдиогли і Сашею Оганезашвілі. Це тріо мало величезний успіх, принісши їм відомість далеко за межами Кавказу.
Творчість Г. Піримова також тісно пов'язана з національною оперою. Так, він брав участь в оркестрі на постановці першої азербайджанської опери «Лейлі та Меджнун». Гурбан Піримов пропрацював в Азербайджанському театрі опери та балету з моменту його утворення і до кінця життя, майже 40 років.
У 1910 і 1912 роках Гурбан Піримов, Саша Оганезашвілі і Джаббар Кар'ягдиогли були запрошені компанією «Спорт-рекорд», і у Варшаві, Москві та Ризі їх творчість було записано на грамплатівки. До цих записів увійшли мугами і тесніфи, крім цього було записано кілька сольних виступів Гурбана Піримова.
1929 року Гурбана Піримова відзначено почесним званням заслуженого артиста Азербайджанської РСР, а 1931 року народного артиста республіки.
В 1938 та 1939 роках Г..Піримов успішно виступав у Москві на декаді азербайджанського мистецтва і на всесоюзному огляді виконавців народних інструментів.
У роки німецько-радянської війни Гурбан Піримов поряд з іншими артистами багато виступав перед солдатами і перед пораненими в шпиталях.
Гурбан Піримов також займався викладацькою діяльністю. Серед його учнів — народні артисти Азербайджанської РСР Бахрам Мансуров, Габіб Байрамов і Сарвар Ібрагімов.

Гурбан Піримов був одружений з Набат ханум Агалар гизи, вони мали четверо дітей: Аскер, Сара, Тамара, Аделя. Музикант помер 29 серпня 1965 року в Баку. Похований на 1-й Алеї честі в Баку.

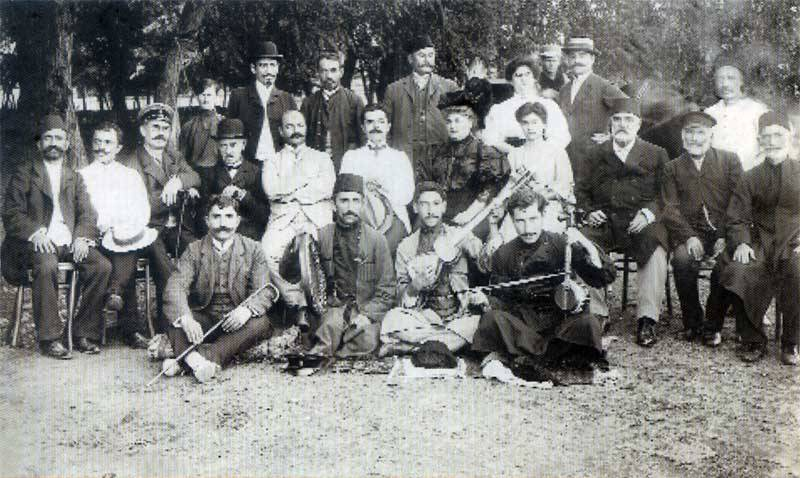
Виїзний музичний меджліс в Ленкорані. 1908 рік. Сидять у центрі Джаббар Кар'ягдиогли і Гурбан Піримов.